# Pawkar Raymi
Pawkar Raymi (en quechua ‘fiesta del florecimiento’) es una antigua ceremonia religiosa andina en honor a Pachacámac o Pacha Kamaq, cuyos preparativos inician anualmente desde el mes de enero, celebrándose el 21 de marzo, para agradecer y compartir los productos que cada año les obsequia la Pachamama o madre tierra. El Pawkar Raymi también es conocido, en algunas comunidades, con el nombre de Sisa Pacha (época del florecimiento) o Tumari Pukllay (juego ceremonial con agua y flores).

## Historia
Durante la época de los incas, el Pawkar Raymi —junto al Inti Raymi, Quya Raymi Killa y Cápac Raymi— era una de las cuatro festividades celebradas en el Cusco, según refiere el Inca Garcilaso de la Vega (1539-1616).
Desde el advenimiento de la conquista española, quedó rezagada como fiesta ancestral, hasta que en el año 2000, entre las comunidades indígenas del cantón Saraguro, en Ecuador, empezó su recuperación en toda su importancia como elemento patrimonial histórico cultural.
Actualmente, conserva su posición de ser una de las cuatro festividades ceremoniales ancestrales que anualmente se celebran en los Andes del Ecuador, Bolivia, Perú y otros países hispanoamericanos.

## Ceremonia
Principia el 1 de marzo con el baño de purificación. En dicho momento, el Cápac (organizador) se desprende de las energías negativas para continuar con el florecimiento que se efectúa el 21 de marzo en el que hace entrega del bastón de mando a otro Cápac para que aquel organice la ceremonia del año venidero. Este ritual, del 21 de marzo, comienza a las cuatro de la madrugada, con el acostumbrado baño de agua fría de los participantes, quienes luego se trasladan al centro de la ciudad donde efectúan un saludo por el año presente. Es en ese lugar, a las once de la mañana, cuando el sol se sitúa en el centro, que se ejecuta el cambio de mando; para, luego de ello retornar a la comunidad en peregrinación.
En ocasión de la realización de esta ceremonia se confecciona la chacana (figura en forma de cruz) donde se pone frutos, granos tiernos y flores. Al concluir la misma los pobladores ofrecen el pinzhi o comida comunitaria compuesta por papa, cuy, panes, queso, mote y bebida de chicha.

## Afianzadora de la identidad y del valor cultural andino
El Pawkar Raymi en los últimos años ha favorecido sustancialmente al fortalecimiento de la identidad de los pueblos andinos y su valoración cultural. La concepción ancestral recreada en adaptaciones actuales ha transformado la festividad ceremonial en una plaza de intercambio intercultural y reencuentro ancestral con la asistencia e intervención de diferentes identidades andinas.